# Dafnis Prieto

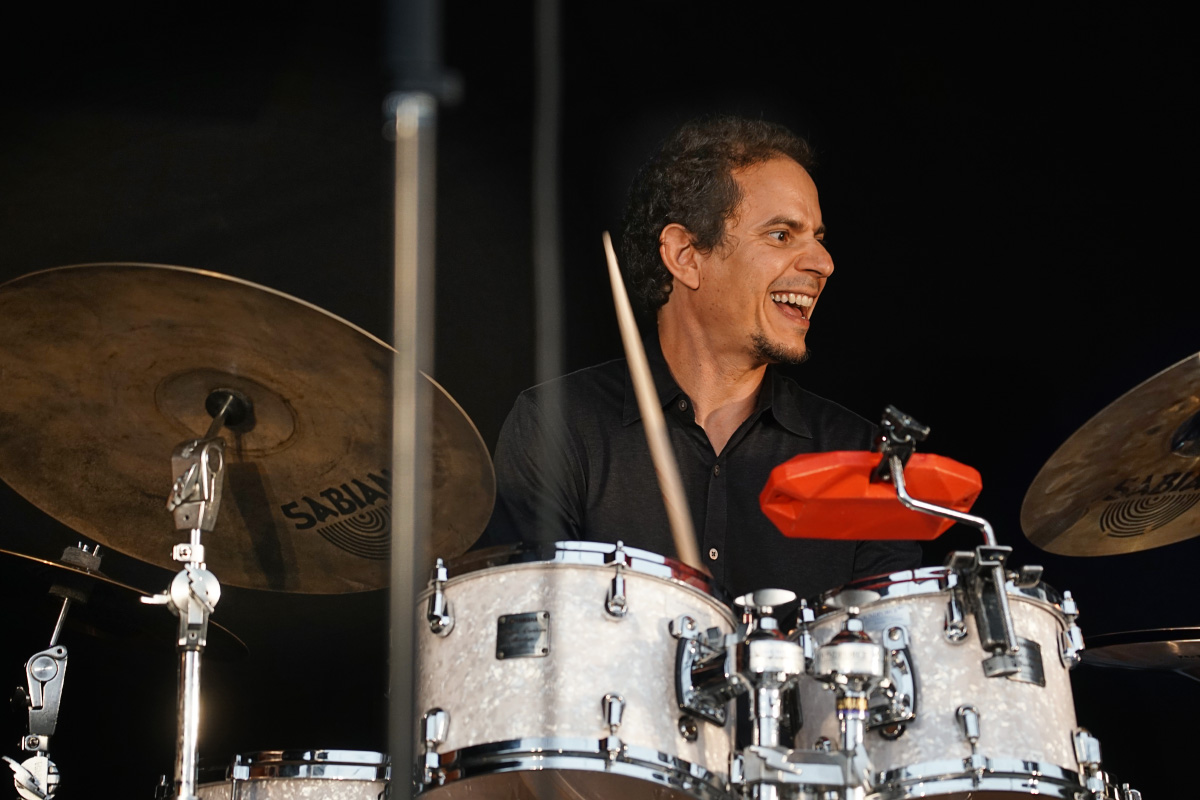
Dafnis Prieto, 2019

Dafnis Prieto (* 31. Juli 1974 in Santa Clara, Kuba) ist ein kubanischer, in den Vereinigten Staaten lebender Jazzmusiker (Schlagzeug, Perkussion, Komposition), Bandleader und Hochschullehrer.
Dafnis Prieto besuchte das Konservatorium in Santa Clara, später die Nationale Musikschule in Havanna und kam 1999 nach New York, wo er seitdem als Sideman und Bandleader in eigenen Projekten arbeitet. Er spielte u. a. im Caribbean Jazz Project und mit Latin-Musikern wie Michel Camilo, Eddie Palmieri, Chico O’Farrill und Chucho Valdés, ferner mit Musikern des Modern Creative wie Andrew Hill, Don Byron, Steve Coleman und Henry Threadgill. 2005 erschien sein Debütalbum About the Monks; sein drittes Album Taking the Soul for a Walk (2008) veröffentlichte er auf seinem eigenen Label Dafnison Music. Seinem Sextett gehören u. a. Avishai Cohen, Peter Apfelbaum, Yosvany Terry, Manuel Valera und Yunior Terry an.
Als Komponist schrieb er Musik für Tanzensembles, Film, Kammermusik und für eigene Bandprojekte. Seine Arbeit wurde mit Preisen und Stipendien u. a. von Chamber Music America, Jazz at Lincoln Center und der East Carolina University ausgezeichnet; 2011 erhielt er ein Stipendium der MacArthur Foundation. 2007 wurde sein Album Absolute Quintet für einen Grammy nominiert. Seit 2005 unterrichtet er Musik an der New York University.

## Diskographische Hinweise
- About the Monks (Zoho, 2005)
- Absolute Quintet (Zoho, 2006)
- Taking the Soul for a Walk (Dafnison, 2008)
- Si o Si Quartet live at Jazz Standard (Dafnison, 2010)
- Proverb Trio (Dafnison, 2012), mit  Jason Lindner, Kokayi
- Back to the Sunset (Dafnison, 2018), Grammy Best Latin Jazz Album
- Dafnis Prieto Sextet: Transparency  (Dafnison, 2020), mit Román Filiú, Alex Norris, Peter Apfelbaum, Alex Brown, Johannes Weidenmüller